# راندال وولف (ملحن)
راندال وولف (بالإنجليزية: Randall Woolf)‏ هو ملحن أمريكي، ولد في 23 أغسطس 1959 في ديترويت في الولايات المتحدة.

## وصلات خارجية
- الموقع الرسمي
- راندال وولف على موقع IMDb (الإنجليزية)
- راندال وولف على موقع ميوزك برينز (الإنجليزية)